# 顧四明
顾四明（？—？），字見遠，號孝泉，山东济南府利津县仁义乡人，明朝政治人物。

## 生平
八月二十七日生，治書经。天性至孝，为諸生貧甚，爨下恒日不舉火，公菽水承欢，怡如也。手書不释卷，登萬曆二十二年（1594年）甲午科山东鄉試舉人，二十三年（1595年）聯捷乙未科進士。通政司觀政，二十五年二月初授直隶保定府清苑县知县，二十七年調束鹿县，贞介寡合，加意惠民，絶勾摄之使，减厨传之供，坐是不得志于上官，求改雲間（松江府）司授。敦名节，课经艺，学有义租数百石，按籍悉散諸貧生，毫不为染。忽闻親恙，即弃官乞归。上司與人士坚留之，弗得，为擬終养例得允。親没，後補應天府教授，遷國子博士，擢户部主事，三十七年己酉監兑蘇松。蘇松有贮存未解银四十余萬两，例充使者私囊，公悉摘疏其弊，归諸公帑。晉郎中，四十年出任吉安府知府。與諸生讲论文义，奖拔後進。会值大计，公舉天下清廉第一，立應超擢，而公復移疾以歸。居里中，杜门不謁有司。山必徒步，或乘一驴，携一蒼頭自随，乡人遇之，不知其为仕宦也。至邑有大利害，必力白当道，得請乃已。後报推河南提學副使，而公已卒，未究其用，人咸悼之。公善相人，慎许可，初有子女數人，求亲者概弗应，显贵者或颔之，公曰：結姻须质直如吾友济川者乃可耳。济川盖宪副魏公裔孫也，以方正重于時，因为子委禽焉。既而魏君生子弥月，公一见奇之，曰：他日必为伟器。復以女妻之，乃公子夭而女甫結褵，亦亡魏子冒，继登科甲，人固推公之先识，而天之报施抑何爽哉。迄今稱先达清白吏，必以公为首云。

## 家族
曾祖顾恺。祖顾守正，贈大使。父顾瑀，庠生、授儒官。母劉氏。具庆下。兄四维；弟四科。娶安氏。